# Катя Кіппінг
Катя Кіппінг (нім. Katja Kipping; нар. 18 січня 1978, Дрезден, НДР) — німецька політична діячка, з 2005 року членкиня Бундестагу, а з 2012 року — співголова партії «Ліві» («Die Linke») разом Берндом Ріксінґером.
До того як Катя Кіппінг пройшла до Бундестагу у 2005 році, вона була депутаткою Партії демократичного соціалізму (ПДС) у ландтазі Саксонії, де з 2003 року також належала до ради правління фракції. З моменту заснування партії «Ліві» у 2007 році та до її обрання головою партії Кіппінг була заступницею голови партії. Вона близька до реформаторського руху «Емансипативні ліві».

## Біографія
Катя Кіппінг народилася у сім'ї економіста і вчительки. Закінчивши у 1996 році гімназію у Дрездені, протягом року (1997—1998) Кіппінг була волонтеркою у Гатчині біля Санкт-Петербурга. З 1997 по 2003 роки вона вивчала славістику, американістику і право у Дрезденському технічному університеті, де здрбула ступінь магістра. Захистила дисертацію на тему «Взаємозалежність політики і літератури на прикладі творів Чернишевського, Чехова та Блока».
Одружена, виховує доньку. Проживає в Берліні та Дрездені.

## Політична діяльність
З початку навчання в університеті була залучена до лівого руху, входила до так званого Протестбюро. У 1998—2007 роках входила до лав Партії демократичного соціалізму, яка злилася з лівими соціал-демократами («Праця і соціальна справедливість — Виборча альтернатива») у нову партію «Ліві».
З липня 2003 року була заступницею голови ПДС, займалася соціальними проблемами і співпрацею з соціальними рухами. 16 червня 2007 була обрана заступницею голови новоствореної партії «Ліві».
Катя Кіппінг разом з Юлією Бонк і Карен Лай представляє внутрішньопартійний рух «Емансипативні ліві», близький до лібертарного соціалізму. Є редакторкою заснованого у 2008 році журналу «Празька весна» і співзасновницею Інституту сучасної солідарності.
2 червня 2013 була обрана співголовою «Лівих» (поряд з профспілковим активістом Берндом Ріксінґером) на третьому з'їзді партії у Геттінгені. За кандидатуру Каті Кіппінг проголосувало 371 осіб з 557 учасників з'їзду (67 %).
Під час з'їзду Лівої партії Німеччини 28 травня 2016 року делегати переобрали лідерами політсили Катю Кіппінґ та Бернда Ріксінґера. Не обійшовся з'їзд і без курйозів — в очільницю фракції «лівих» у Бундестазі кинули тортом.

## Депутатка

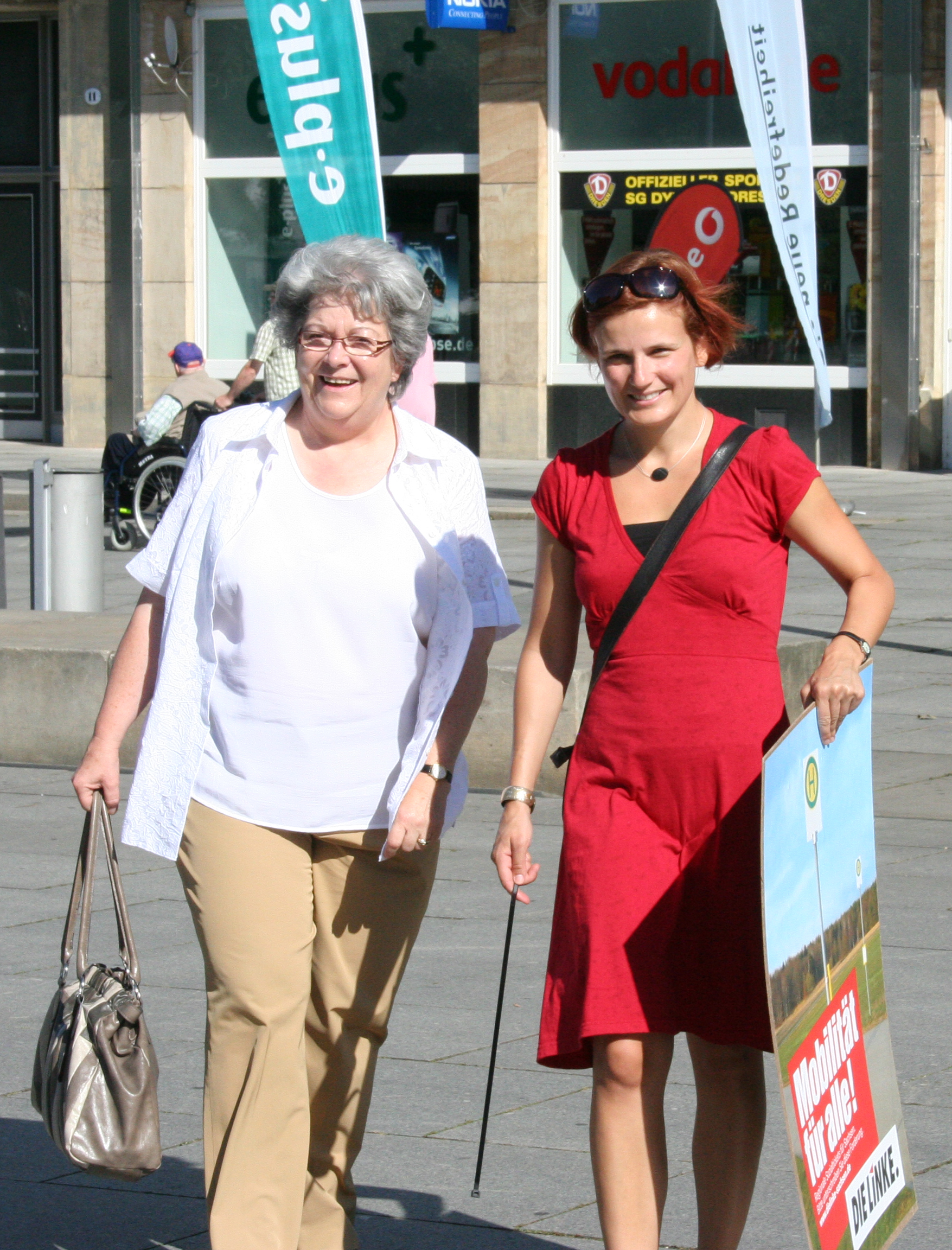
К. Кіппінг (на фото праворуч)

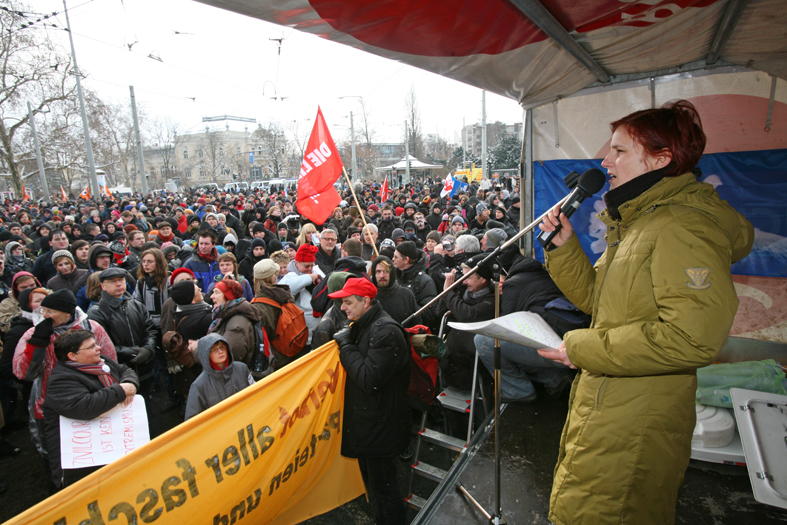
Депутатка Бундестагу Катя Кіппінг на мітинзі «Дрезден вільний від нацистів», 13 лютого 2010
(мітинг-блокада Дня Пам'яті загибелі Дрездена)

У 1999—2003 роках Катя Кіппінг була членкинею міської ради Дрездена, у 1999—2004 роках — членкинею ландтагу Саксонії. Там вона була спікеркою фракції Партії демократичного соціалізму з питань транспорту та енергетичної політики, а з 2003 року — членкинею ради правління фракції.
У 2005 році Кіппінг вперше пройшла до Бундестагу як головна кандидатка по земельних списках від ПДС. Кіппінг є спікеркою лівої фракції із соціально-політичних питань. Протягом багатьох років політична діячка виступає за «гарантований мінімум». Кіппінг належить до виборчого округу Дрезден I.
З 25 листопада 2009 року по 26 вересня 2012 була головою комітету з трудових відносин та соціальних питань Бундестагу.
У січні 2012 року стало відомо, що Катя Кіппінг належить до 27 депутатів Бундестагу з партії «Лівих», які перебують під наглядом Федеральної служби захисту конституції Німеччини, що викликало критику представників СПД, партії зелених та ВДП.

## Праці
- Christine Buchholz u. Katja Kipping (Hrsg.): G8 — Gipfel der Ungerechtigkeit. VSA, 2006, ISBN 3-89965-200-2.
- Ausverkauf der Politik — Für einen demokratischen Aufbruch. Econ, 2009, ISBN 978-3-430-20079-0.